# John Wallis
John Wallis, född 23 november 1616 i Ashford Kent, död 28 oktober 1703, var en engelsk matematiker som anses vara en av grundarna till infinitesimalkalkylen. Han införde symbolen  ∞ för oändligheten och har fått asteroiden 31982 Johnwallis uppkallad efter sig.

## Liv
John Wallis var det tredje barnet till pastor John Wallis och Joanna Chapman. 1631 fick han sin första kontakt med matematik och han tyckte om ämnet, men studiet av matematik var inte särskilt akademiskt vid den tiden, det var framförallt köpmän, sjömän och lantmätare som lärde sig matematik. 1632 skickades han till Emmanuel College, Cambridge för att studera till läkare, men hans intresse låg i matematiken. 1640 tog han sin master of arts-examen och blev präst. Mellan åren 1643 och 1649 var han skrivare vid Westminstersynoden.
Wallis hade under denna tid även arbetat som kryptograf åt det parlamentariska partiet. Förutom att avkoda meddelanden från rojalisterna förespråkade Wallis även användningen av kryptometoder med utbytbara nycklar, en metod som var säkrare än den enklare och mer använda idén om en hemlig algoritm.
1643 åkte Wallis till London och blev del av den grupp av vetenskapsmän som senare skulle utvecklas till Royal Society. Wallis kunde nu börja fokusera mer på matematik och började snart publicera egna matematiska avhandlingar. 1649 tilldelades Wallis Savilian Chair of Geometry vid Oxfords universitet och han arbetade med matematik nästan kontinuerligt ända fram till sin död.

## Matematik

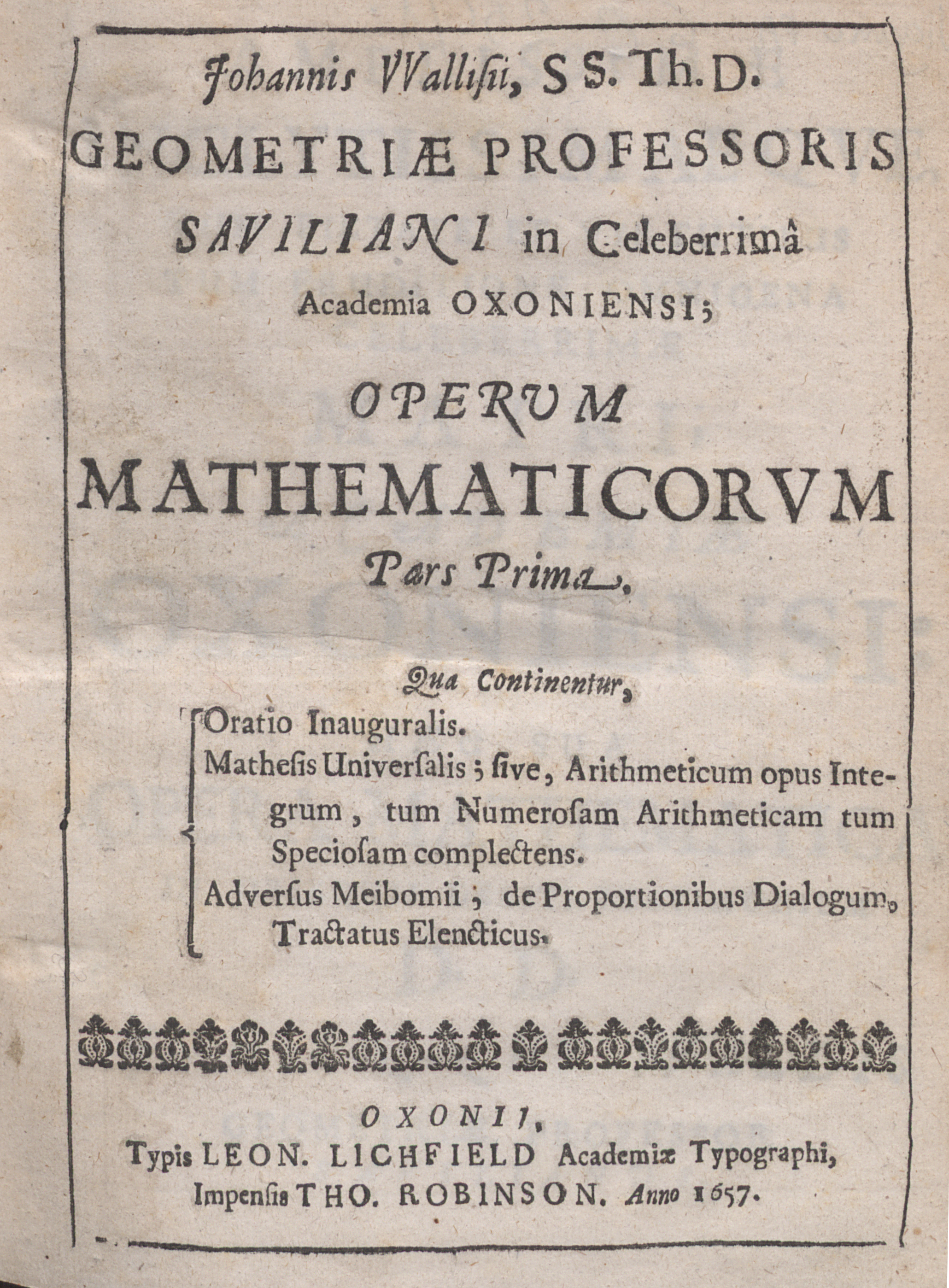
Opera mathematica, 1657

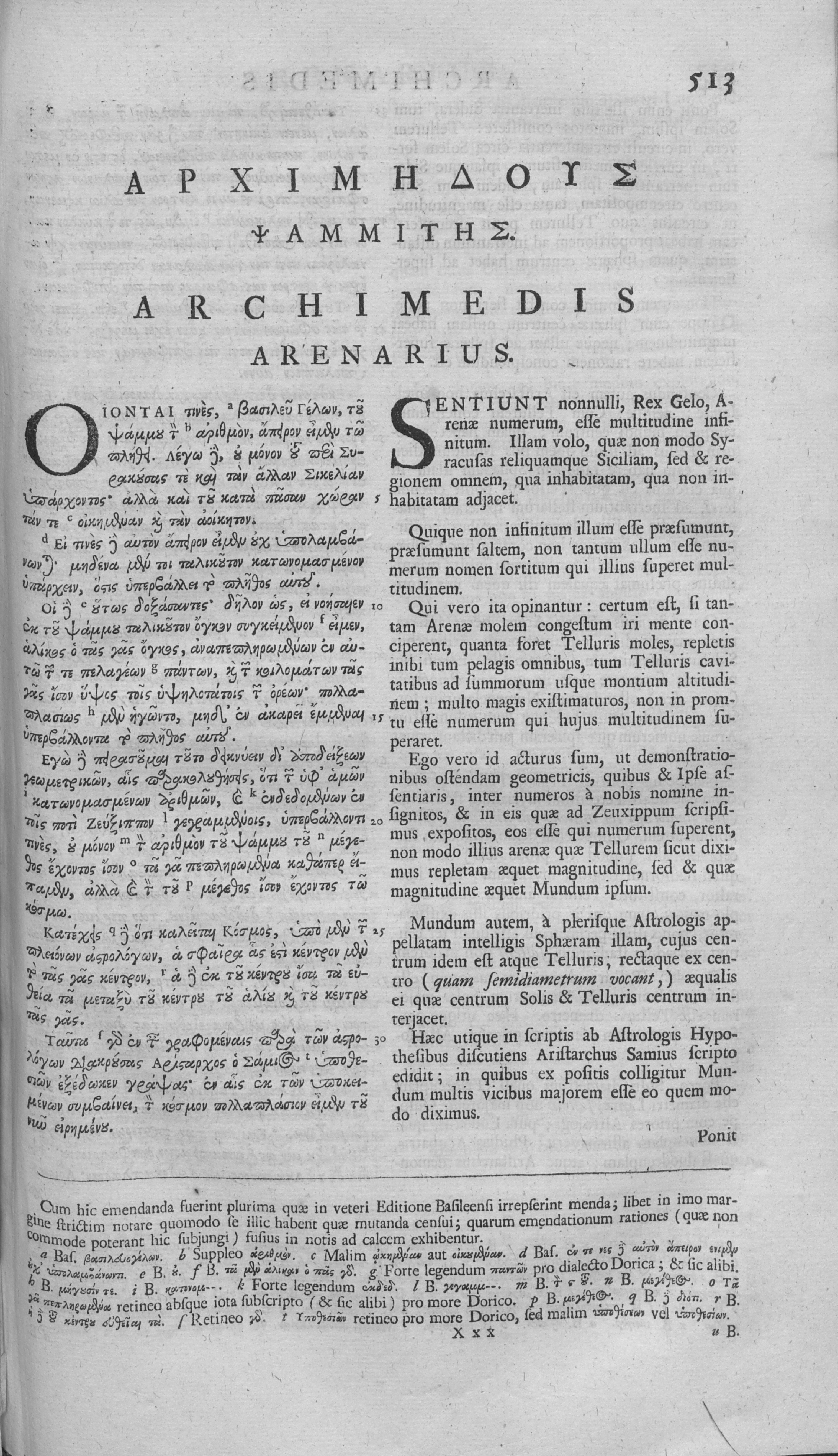
Opera mathematica, 1699

Wallis gjorde betydande bidrag till trigonometri, infinitesimalkalkyl, geometri och oändliga serier.

### Analytisk geometri
1655 publicerade Wallis en avhandling om kägelsnitt som är den tidigaste boken där kägelsnitten definieras som andragradskurvor.

### Integralkalkyl
Den viktigaste av Wallis böcker var Arithmetica Infinitorum som publicerades 1656, där han utvecklar Descartes och Cavalieris analysmetoder. I boken bestämmer Wallis arean som innesluts mellan en kurva {\displaystyle y=x^{n}}, x-axeln och någon axel {\displaystyle x=h}. Även Wallis produkt presenteras:
{\displaystyle {\frac {\pi }{4}}={\frac {2}{3}}\cdot {\frac {4}{3}}\cdot {\frac {4}{5}}\cdot {\frac {6}{5}}\cdot {\frac {6}{7}}...}